# Duthiella
Duthiella là một chi rêu trong họ Leskeaceae.